# NGC 4638
NGC 4638 este o galaxie lenticulară situată în constelația Fecioara. A fost descoperită în 15 martie 1784 de către William Herschel. Se află la o distanță de 17,14 megaparseci de Pământ.